# Conceptos erróneos sobre el VIH/SIDA
La propagación del VIH/SIDA ha tenido un impacto global, afectando a millones de personas. El SIDA se clasifica como una pandemia.Según la estimación de la Organización Mundial de la Salud (OMS) en 2023, alrededor de 39,9 millones de personas vivían con VIH/SIDA a nivel mundial, con 1,3 millones de nuevas infecciones cada año y 630,000 de muertes a causa del SIDA.Los conceptos erróneos sobre el VIH/SIDA provienen de diversas fuentes, que incluyen tanto la ignorancia y los malentendidos sobre el conocimiento científico relacionado con el VIH y el SIDA, como la desinformación difundida por individuos y grupos con creencias ideológicas que rechazan la evidencia de que el VIH causa el SIDA. A continuación, se presentan algunos de estos mitos comunes junto con sus correspondientes explicaciones y refutaciones.

## La relación entre el VIH y el SIDA

### El VIH es lo mismo que el SIDA
El VIH, sigla de virus de la inmunodeficiencia humana, es el agente responsable de causar el SIDA (síndrome de inmunodeficiencia adquirida). Al adquirir el VIH, una persona puede eventualmente desarrollar SIDA, también conocido como VIH en etapa 3, lo que conlleva un deterioro severo del sistema inmunológico. Aunque este virus es la causa principal del SIDA, no todas las personas con VIH llegan a esa etapa, ya que el virus puede permanecer inactivo durante años.Si no se detecta ni se trata a tiempo, el VIH suele avanzar hasta convertirse en SIDA, diagnóstico que se establece cuando el recuento de células CD4+ cae por debajo de 200 células por microlitro de sangre o si hay una infección oportunista característica de esta enfermedad. Aunque no existe una cura para el VIH, sí es posible tratarlo y controlar su transmisión. La terapia adecuada no solo mejora la calidad de vida del paciente, sino que también ayuda a evitar nuevas infecciones, lo cual es fundamental en la lucha contra el SIDA.

## Tratamiento

### Cura

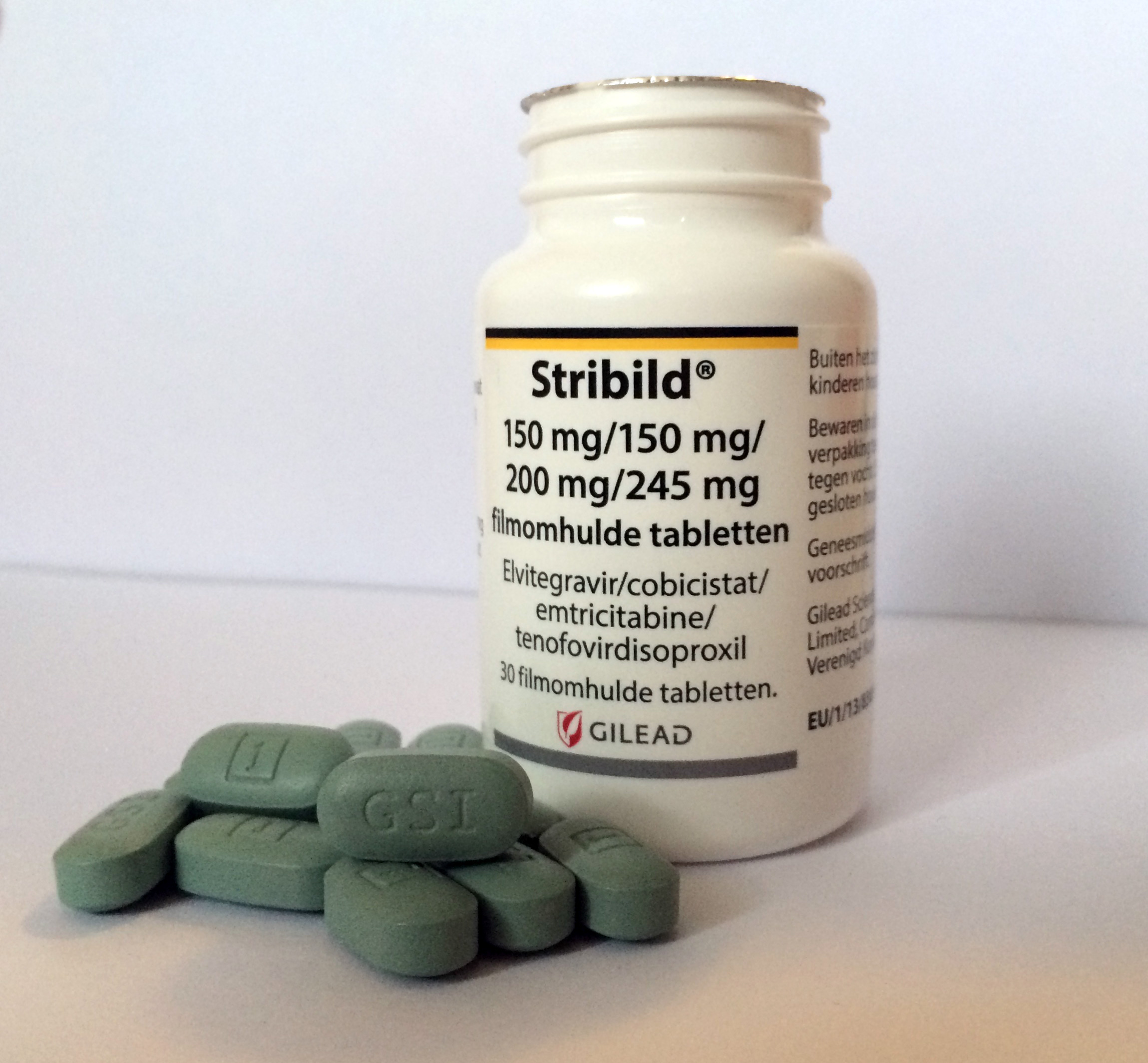
Un frasco con comprimidos de Stribild (medicamento para tratar el VIH). Stribild es un fármaco combinado que contiene fumarato de tenofovir disoproxilo, emtricitabina, elvitegravir y cobicistat.

La terapia antirretroviral de gran actividad (TARGA) ha permitido que, en muchos casos, los pacientes estabilicen sus síntomas, logren una recuperación parcial de los niveles de linfocitos T CD4+ y reduzcan la cantidad de virus en sangre a niveles muy bajos o casi indetectables. Además, existen medicamentos específicos para tratar las enfermedades asociadas al SIDA, que pueden aliviar sus síntomas e incluso curar algunas de las afecciones que caracterizan esta etapa. Gracias a estos tratamientos, el VIH puede manejarse como una enfermedad crónica en muchos casos, permitiendo a los pacientes vivir por más tiempo. Sin embargo, estos avances no representan una cura definitiva, ya que los tratamientos actuales no son capaces de eliminar completamente el VIH en estado latente del cuerpo.
Cuando el tratamiento se interrumpe, se sigue de forma irregular o el virus muta y se vuelve resistente al esquema terapéutico de una persona, pueden desarrollarse altos niveles de VIH-1, a menudo resistentes a la TARGA.Por otro lado, existe una estrategia llamada profilaxis posexposición, que consiste en administrar tratamiento antirretroviral dentro de las 72 horas tras una posible exposición al virus, lo que reduce significativamente el riesgo de infección.Además, múltiples estudios clínicos han confirmado la regla I=I (Indetectable = Intransmisible): si una persona con VIH mantiene su carga viral por debajo de 200 copias por mililitro, no puede transmitir el virus por vía sexual.Esta afirmación se basa en pruebas sólidas, como el estudio HPTN052, que durante una década siguió a más de 2000 parejas serodiscordantes (una con VIH y otra sin él), demostrando que no hubo transmisión cuando el virus se encontraba en niveles indetectables.

### Las relaciones sexuales con una virgen curarán el SIDA
En Sudáfrica, existe un mito ampliamente difundido que sostiene que mantener relaciones sexuales con una virgen puede curar el sida.Esta creencia es completamente falsa: tener relaciones con una persona virgen no infectada no elimina el VIH en quien lo porta, y, por el contrario, pone en riesgo a la persona sana de contraer el virus, lo que contribuye a su propagación. Este mito ha sido vinculado a casos alarmantes de abuso sexual, incluyendo agresiones sexuales a menores y violaciones de bebés, al ser percibido como una justificación o "cura" errónea por parte de los agresores.
En 2002, el Consejo Nacional de Sociedades para la Prevención de la Crueldad contra los Animales (NSPCA) de Johannesburgo, Sudáfrica, registró entre los jóvenes la creencia errónea de que tener relaciones sexuales con animales podría prevenir o curar el SIDA en caso de infección.Al igual que la falsa idea de la "cura virginal", no existe evidencia científica que respalde que el sexo con animales pueda realmente curar el SIDA, ni se ha propuesto ningún mecanismo plausible para ello. Aunque el riesgo de contraer VIH mediante relaciones sexuales con animales es muy bajo, debido a que el VIH no puede infectar a los animales, la zoofilia puede transmitir otras enfermedades zoonóticas peligrosas que pueden poner en riesgo la salud humana.

### La prueba de anticuerpos del VIH no es fiable
La detección de infecciones a través de pruebas de anticuerpos es un método ampliamente establecido en la medicina. En particular, los test de anticuerpos contra el VIH destacan por su alta sensibilidad —es decir, su capacidad para detectar correctamente la enfermedad en quienes la padecen— y su alta especificidad —su habilidad para descartar correctamente la enfermedad en quienes no la tienen—, superando a la mayoría de pruebas para otras infecciones. Actualmente, muchos de estos análisis alcanzan niveles de sensibilidad y especificidad superiores al 96%, lo que los convierte en herramientas muy confiables.Aunque en la mayoría de los casos las personas infectadas con VIH desarrollan anticuerpos en un plazo de seis semanas, este "periodo ventana" puede variar y, en ciertos casos, extenderse hasta tres meses.
El desarrollo de nuevas técnicas ha hecho posible identificar material genético del virus, sus antígenos e incluso el virus mismo en células y fluidos corporales. Aunque estas pruebas directas no se emplean de manera generalizada en los análisis de rutina debido a su elevado costo y a la necesidad de equipos especializados, han servido para respaldar y validar la fiabilidad de las pruebas basadas en anticuerpos.
Cuando una prueba de anticuerpos para el VIH da resultado positivo, generalmente se realizan pruebas adicionales para detectar antígenos, material genético del virus o el propio virus, con el fin de confirmar la infección.

## Infección por VIH

### El VIH se puede transmitir a través del contacto casual con una persona infectada por el VIH.
El VIH no se transmite a través del contacto cotidiano en espacios sociales, educativos o laborales. Actividades como dar la mano, abrazar, besar de manera superficial, compartir el mismo baño, beber del mismo vaso o estar expuesto a la tos o los estornudos de una persona con VIH no representan un riesgo de contagio.La saliva contiene una cantidad mínima del virus, por lo que incluso los besos con lengua se consideran de bajo riesgo. No obstante, si alguna de las personas involucradas tiene heridas abiertas, cortes o enfermedad periodontal con sangrado, el riesgo de transmisión puede aumentar. De hecho, los Centros para el Control y la Prevención de Enfermedades (CDC) solo han documentado un caso sospechoso de contagio por medio de un beso, en el que ambos involucrados presentaban enfermedad periodontal avanzada.Por su parte, la Fundación Terence Higgins señala que, en condiciones normales, esta vía de transmisión es prácticamente inexistente.
Otras formas de contacto que podrían, en teoría, transmitir el VIH incluyen la atención de hemorragias nasales o la realización de procedimientos médicos en el hogar. No obstante, los casos documentados de transmisión por estas vías son muy escasos. También se han reportado algunos casos de contagio a través de mordeduras, aunque este tipo de transmisión es extremadamente inusual.

### Las personas VIH positivas pueden detectarse por su apariencia
La representación del SIDA en los medios ha llevado a que muchas personas piensen que quienes viven con VIH muestran signos visibles o se ven diferentes a quienes no están infectados. Sin embargo, la enfermedad puede avanzar durante mucho tiempo sin manifestar síntomas, por lo que no es posible identificar una infección por VIH únicamente a partir del aspecto físico.

### El VIH no se puede transmitir a través del sexo oral
Aunque el VIH puede transmitirse a través del sexo oral, el riesgo es considerablemente menor en comparación con el sexo anal o las relaciones pene-vaginales.De hecho, en un estudio realizado con 8,965 personas que practicaban sexo oral receptivo, no se detectaron casos de transmisión.

### El VIH se transmite por mosquitos
Cuando un mosquito pica, no transfiere sangre de una persona a otra, sino que inyecta su propia saliva, la cual puede transmitir enfermedades como el dengue, la malaria, la fiebre amarilla o el virus del Nilo Occidental. Sin embargo, el VIH no se propaga de esta forma.Aunque, en teoría, un mosquito podría contener sangre infectada en su sistema digestivo y, si es aplastado sobre la piel, existe una posibilidad mínima de transmisión si la persona rasca la zona,este riesgo es extremadamente bajo y no se han reportado casos de contagio por este mecanismo.

### El VIH sobrevive sólo un corto tiempo fuera del cuerpo
El VIH puede permanecer viable fuera del cuerpo a temperatura ambiente durante varias horas si está seco, especialmente cuando las concentraciones iniciales son altas.Si está en un entorno húmedo, como en jeringas o agujas usadas, puede sobrevivir durante semanas.No obstante, las cantidades típicas presentes en los fluidos corporales no sobreviven tanto tiempo fuera del cuerpo, generalmente no más de unos pocos minutos si están secas.

### El VIH sólo puede infectar a hombres homosexuales y consumidores de drogas.
El VIH puede transmitirse entre personas si una de las parejas está infectada. En Estados Unidos, la principal vía de transmisión es el sexo anal entre hombres, mientras que en las mujeres, la transmisión ocurre principalmente por contacto heterosexual.Aunque el sexo anal (sin importar el sexo de la persona receptora) presenta un mayor riesgo de contagio que otras formas de relación sexual, cualquier tipo de penetración implica cierto riesgo. El uso correcto de condones puede disminuir significativamente ese riesgo.

### Una persona infectada por el VIH no puede tener hijos
Las mujeres con VIH pueden seguir siendo fértiles, aunque en las etapas avanzadas de la enfermedad, las mujeres embarazadas pueden tener un mayor riesgo de sufrir un aborto espontáneo. Generalmente, el riesgo de transmitir el VIH al feto varía entre el 15 % y el 30 %, pero este riesgo puede reducirse a solo un 2 % o 3 % si las pacientes siguen estrictamente las indicaciones médicas.

### El VIH no puede ser la causa del SIDA porque el cuerpo desarrolla una vigorosa respuesta de anticuerpos contra el virus
Este razonamiento pasa por alto varios ejemplos de virus diferentes al VIH que pueden seguir siendo patógenos incluso después de que se haya desarrollado inmunidad. Por ejemplo, el virus del sarampión puede permanecer durante años en las células cerebrales, causando una enfermedad neurológica crónica a pesar de la presencia de anticuerpos. Virus como el citomegalovirus, el herpes simple y la varicela zóster pueden reactivarse después de años de latencia, incluso cuando hay una cantidad considerable de anticuerpos. En otras especies, virus similares al VIH, como el virus visna en las ovejas, pueden provocar daño en el sistema nervioso central, a pesar de la producción de anticuerpos.
El VIH es ampliamente conocido por su capacidad para mutar y así eludir la respuesta inmune del huésped.

### Sólo una pequeña cantidad de células T CD4+ son infectadas por el VIH, no las suficientes para dañar el sistema inmunológico
Aunque solo un pequeño subconjunto de células T CD4+ activadas son ideales para la infección por VIH en un momento dado, varios estudios han mostrado que ocurren ciclos rápidos de muerte de células infectadas e infección de nuevas células a lo largo de la enfermedad.Además, los macrófagos y otros tipos celulares también pueden infectarse con el VIH, funcionando como reservorios del virus.
Al igual que otros virus, el VIH tiene la capacidad de suprimir el sistema inmunitario mediante la secreción de proteínas que interfieren con su funcionamiento. Por ejemplo, la proteína gp120 de la envoltura del VIH se desprende de las partículas virales y se une a los receptores CD4 en linfocitos T saludables, lo que altera la función normal de estos receptores de señalización. Además, se ha demostrado que otra proteína del VIH, llamada Tat, inhibe la actividad de los linfocitos T.
Los linfocitos infectados muestran en su superficie el ligando Fas, una proteína que activa la muerte de células T vecinas no infectadas que tienen el receptor Fas.Este fenómeno de "muerte colateral" demuestra que es posible causar un daño significativo al sistema inmunológico, incluso cuando solo hay un número reducido de células infectadas.

## Historia del VIH/SIDA

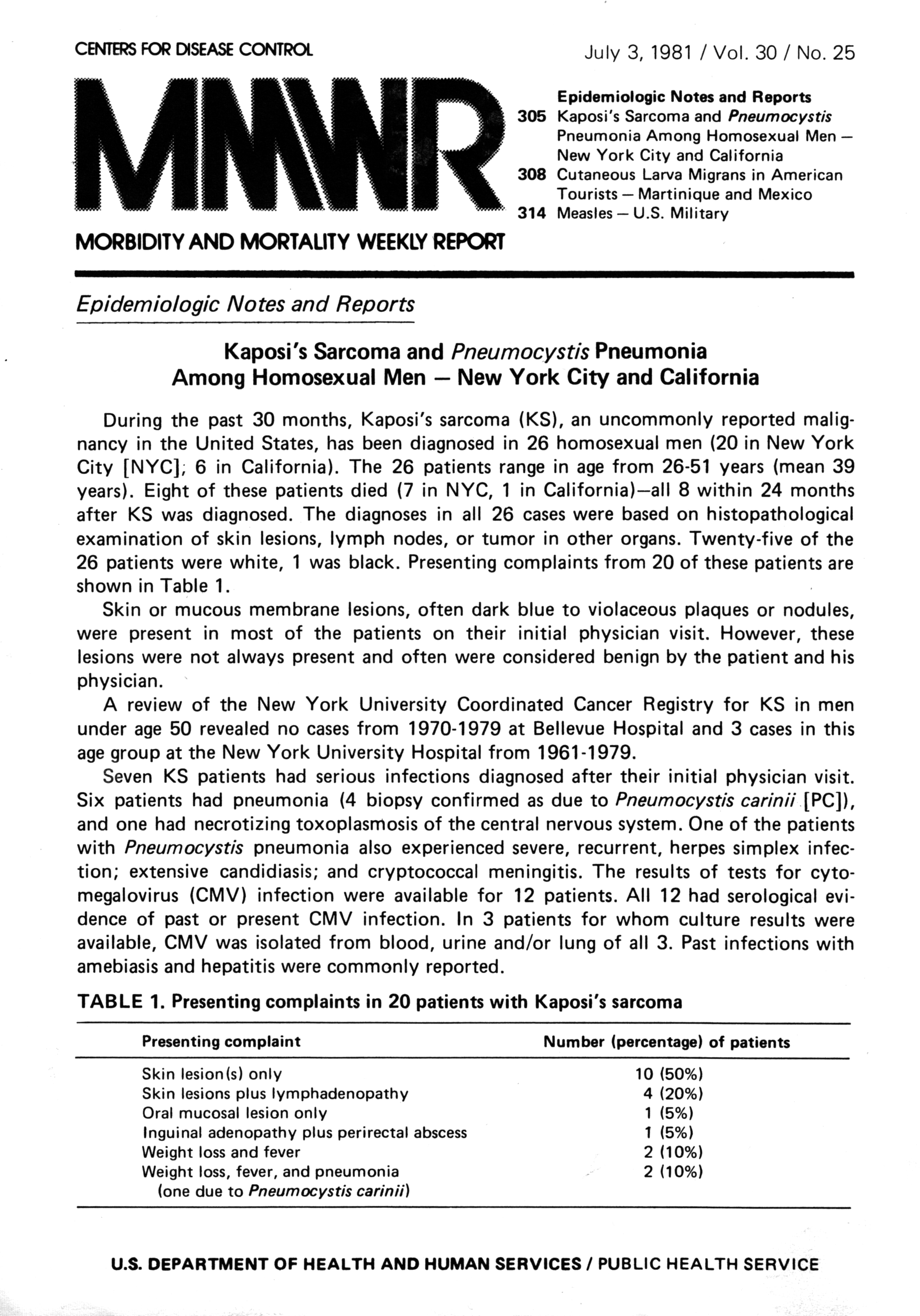
La portada del MMWR del 3 de julio de 1981. La primera información pública importante sobre (lo que más tarde se conocería como) VIH/SIDA.

El consenso actual indica que el VIH fue introducido en Norteamérica por un inmigrante haitiano que lo contrajo mientras trabajaba en la República Democrática del Congo a principios de la década de 1960, o por otra persona que estuvo en esa región en ese período.El 5 de junio de 1981, los Centros para el Control y la Prevención de Enfermedades (CDC) de EE. UU. publicaron un Informe Semanal de Morbilidad y Mortalidad (MMWR) que detallaba casos de neumonía por Pneumocystis carinii (PCP), una infección pulmonar poco común, en cinco hombres homosexuales saludables de Los Ángeles. Este informe sería el primer reporte oficial de la epidemia de SIDA en Norteamérica.A finales de ese año, se habían notificado 337 casos de inmunodeficiencia grave, con 130 muertes. El 24 de septiembre de 1982, los CDC introdujeron el término "SIDA" (síndrome de inmunodeficiencia adquirida) y definieron oficialmente el caso de SIDA como una enfermedad con un pronóstico de deficiencia en la inmunidad celular, en personas sin antecedentes de resistencia disminuida.En marzo de 1983, el MMWR indicó que la mayoría de los casos de SIDA afectaban a hombres homosexuales con múltiples parejas sexuales, usuarios de drogas inyectables, haitianos y hemofílicos. El informe sugirió que el SIDA podía ser causado por un agente infeccioso transmitido por contacto sexual o por exposición a sangre o productos sanguíneos, y recomendó medidas para prevenir su transmisión. Aunque la mayoría de los casos se detectaron en hombres homosexuales, el 7 de enero de 1983, los CDC también reportaron casos de SIDA en mujeres que eran parejas sexuales de hombres con la enfermedad.En 1984, los científicos identificaron el virus causante del SIDA, inicialmente nombrado por las células T que afectaba, y que ahora es conocido como VIH o virus de la inmunodeficiencia humana.

### Origen del SIDA a través de las relaciones sexuales entre humanos y monos
Aunque se considera muy probable que el VIH sea una forma mutada del virus de inmunodeficiencia en simios (VIS), que afecta exclusivamente a chimpancés y monos africanos, existen explicaciones plausibles para la transferencia de la enfermedad entre especies (zoonosis) que no dependen de las relaciones sexuales.En particular, los chimpancés y monos africanos que portan el VIS suelen ser cazados con fines alimenticios, y los epidemiólogos sugieren que la enfermedad podría haberse transmitido a los humanos cuando los cazadores entraron en contacto con la sangre de los monos infectados con el VIS que habían matado.El primer caso documentado de VIH en un ser humano se encontró en una persona que falleció en la República Democrática del Congo en 1959,y un estudio reciente estima que el último ancestro común entre el VIH y el VIS existió entre 1884 y 1914, utilizando un enfoque de reloj molecular.

### Gaëtan Dugas como "paciente cero"
Gaëtan Dugas, un azafato canadiense, fue etiquetado erróneamente como "paciente cero" de la epidemia de VIH/SIDA en Estados Unidos. Este término provino de una interpretación equivocada de un estudio de 1984que lo mencionaba como "paciente O", donde la O indicaba "fuera de California".Sin embargo, un estudio de 2016 publicado en la revista Nature no encontró evidencia biológica ni histórica que respaldara la idea de que Dugas fuera el caso inicial de VIH/SIDA en EE. UU. ni del subtipo B en general.

## Negacionismo del SIDA

### En África no existe el SIDA, ya que el SIDA no es más que un nuevo nombre para viejas enfermedades.
En África, enfermedades como la caquexia, las enfermedades diarreicas y la tuberculosis, que históricamente han representado una carga significativa, ahora afectan también a personas jóvenes y de mediana edad infectadas con el VIH, incluso aquellas de clase media y con altos niveles educativos. Anteriormente, estas enfermedades se asociaban principalmente con la vejez y la desnutrición, pero las altas tasas de mortalidad por ellas han aumentado considerablemente debido a la propagación del VIH.
Un estudio realizado en Costa de Marfil encontró que las personas seropositivas al VIH con tuberculosis pulmonar tenían 17 veces más probabilidades de morir en seis meses que aquellas que, siendo VIH negativas, también padecían tuberculosis pulmonar.En Malawi, la mortalidad a los tres años entre los niños que habían recibido las vacunas infantiles recomendadas y sobrevivido al primer año de vida fue 9,5 veces mayor en los niños VIH positivos en comparación con los VIH negativos. Las principales causas de muerte en estos casos fueron la desnutrición y las enfermedades respiratorias.Resultados similares se han observado en otras regiones de África.

### El VIH no es la causa del SIDA
Aunque existe un amplio consenso científico respecto a la causa del VIH/SIDA, algunas personas lo han cuestionado, como el biólogo Peter Duesberg, el bioquímico David Rasnick, la periodista y activista Celia Farber, el escritor conservador Tom Bethell y el defensor del diseño inteligente Phillip E. Johnson. Sin embargo, algunos antiguos escépticos, como el fisiólogo Robert Root-Bernstein y el médico e investigador del SIDA Joseph Sonnabend, han terminado por rechazar el negacionismo del SIDA.
Aunque aún quedan aspectos importantes por descubrir, se conoce bastante sobre la patogénesis de la enfermedad del VIH. Sin embargo, comprender todos los detalles de la patogénesis no es necesario para identificar la causa de una enfermedad. De hecho, la mayoría de los agentes infecciosos fueron asociados a sus respectivas enfermedades mucho antes de que se entendieran sus mecanismos de acción. Como la investigación sobre patogénesis suele ser complicada en ausencia de modelos animales adecuados, los mecanismos detrás de muchas enfermedades, como la tuberculosis y la hepatitis B, siguen sin conocerse completamente, aunque los patógenos causantes están claramente identificados.

#### El AZT y otros medicamentos antirretrovirales, no el VIH, causan el SIDA
La mayoría de las personas con SIDA no recibieron medicamentos antirretrovirales, ni siquiera en los países desarrollados antes de la aprobación del AZT en 1987. 
Durante la década de 1980, ensayos clínicos en pacientes con SIDA mostraron que el uso de AZT como tratamiento único ofrecía una mejora en la supervivencia en comparación con el placebo, aunque el beneficio era limitado y temporal. En personas con VIH que aún no habían desarrollado SIDA, los ensayos controlados con placebo demostraron que el AZT retardaba la aparición de enfermedades asociadas al SIDA por uno o dos años. El hecho de que no se observara un aumento de casos de SIDA ni de muertes en los grupos que recibieron AZT refuta de manera sólida la idea de que este medicamento cause SIDA.
Estudios clínicos posteriores mostraron que los pacientes tratados con combinaciones de dos medicamentos experimentaron incrementos de hasta un 50 % tanto en el tiempo de avance hacia el sida como en la supervivencia, en comparación con aquellos que solo recibieron un medicamento. En años más recientes, las terapias que combinan tres fármacos han logrado mejoras adicionales de entre el 50 % y el 80 % en la progresión hacia el sida y en la supervivencia, frente a los tratamientos de dos medicamentos evaluados en ensayos clínicos.El uso de terapias combinadas potentes contra el VIH ha generado una disminución significativa en la cantidad de casos de sida y en las muertes asociadas a esta enfermedad en las poblaciones donde estos tratamientos están disponibles, algo que sería poco probable si los antirretrovirales fueran responsables del desarrollo del sida.

#### Factores conductuales como el consumo de drogas recreativas y tener múltiples parejas sexuales (no el VIH) son los responsables del SIDA
Las causas conductuales propuestas para el SIDA, como la multiplicidad de parejas sexuales y el consumo prolongado de drogas recreativas, existen desde hace muchos años. La epidemia de SIDA, caracterizada por la aparición de infecciones oportunistas anteriormente poco frecuentes, como la neumonía por Pneumocystis carinii (PCP), no se manifestó en Estados Unidos hasta que un retrovirus humano previamente desconocido, el VIH, se propagó por ciertas comunidades.
Diversos estudios que han seguido a cohortes de hombres homosexuales durante largos períodos ofrecen pruebas sólidas contra la hipótesis de que el SIDA es causado por factores conductuales. Estas investigaciones muestran que únicamente los hombres VIH positivos desarrollan la enfermedad. Por ejemplo, en un estudio prospectivo realizado en Vancouver, Columbia Británica, se realizó un seguimiento a 715 hombres homosexuales durante una mediana de 8,6 años. De los 365 hombres que eran VIH positivos, 136 desarrollaron SIDA. En contraste, entre los 350 hombres seronegativos no se registraron enfermedades definitorias del SIDA, a pesar de que muchos de ellos reportaron un uso considerable de inhalantes de nitrito ("poppers"), otras drogas recreativas y prácticas frecuentes de sexo anal receptivo (Schechter et al., 1993).
Otros estudios muestran que, entre los hombres homosexuales y los usuarios de drogas inyectables, el déficit inmunitario específico que conduce al SIDA (una pérdida progresiva y sostenida de linfocitos T CD4+) es extremadamente raro en ausencia de otras afecciones inmunosupresoras. Por ejemplo, en el Estudio Multicéntrico de Cohorte del Sida, más de 22 000 determinaciones de linfocitos T en 2713 hombres homosexuales VIH seronegativos revelaron que solo un individuo tenía un recuento de linfocitos T CD4+ persistentemente inferior a 300 células/μl de sangre, y que este individuo recibía terapia inmunosupresora.
En una encuesta realizada a 229 usuarios de drogas inyectables VIH seronegativos en la ciudad de Nueva York, el recuento medio de linfocitos T CD4+ del grupo superó sistemáticamente las 1000 células/μL de sangre. Solo dos individuos presentaron dos mediciones de linfocitos T CD4+ inferiores a 300/μL de sangre; uno de ellos falleció por cardiopatía y linfoma no Hodgkiniano como causa de muerte.

#### El SIDA entre los receptores de transfusiones se debe a enfermedades subyacentes que requirieron la transfusión, más que al VIH
Esta idea se contradice con un informe del Grupo de Estudio de Seguridad Transfusional (TSSG), que comparó a receptores de sangre VIH negativos y VIH positivos que habían recibido transfusiones de sangre por enfermedades similares. Aproximadamente 3 años después de la transfusión, el recuento medio de linfocitos T CD4+ en 64 receptores VIH negativos fue de 850/μL de sangre, mientras que 111 individuos VIH positivos tuvieron un recuento promedio de linfocitos T CD4+ de 375/μL de sangre. Para 1993, se registraron 37 casos de sida en el grupo VIH positivo, pero ninguna enfermedad definitoria de SIDA en los receptores de transfusiones VIH negativos.

#### El uso elevado de concentrado de factor de coagulación, no de VIH, provoca un agotamiento de células T CD4+ y SIDA en hemofílicos
Esta perspectiva se contradice con numerosos estudios. Por ejemplo, entre los pacientes VIH seronegativos con hemofilia A inscritos en el Estudio de Seguridad Transfusional, no se observaron diferencias significativas en los recuentos de linfocitos T CD4+ entre 79 pacientes sin tratamiento con factor o con un tratamiento mínimo y 52 con el mayor número de tratamientos de por vida. Los pacientes de ambos grupos tenían recuentos de linfocitos T CD4+ dentro del rango normal.En otro informe del Estudio de Seguridad Transfusional, no se observaron casos de enfermedades definitorias de SIDA entre 402 hemofílicos VIH seronegativos que habían recibido factorterapia.
En una estudio del Reino Unido, investigadores emparejaron a 17 hemofílicos VIH seropositivos con 17 hemofílicos VIH seronegativos en relación con el uso de concentrado de factor de coagulación durante un período de diez años. Durante este periodo, se produjeron 16 eventos clínicos definitorios de SIDA en 9 pacientes, todos ellos VIH seropositivos. No se presentaron enfermedades definitorias de SIDA entre los pacientes VIH negativos. En cada par, el recuento medio de linfocitos T CD4+ durante el seguimiento fue, en promedio, 500 células/μL menor en el paciente VIH seropositivo.
Entre los hemofílicos infectados por VIH, los investigadores del Estudio de Seguridad de Transfusión encontraron que ni la pureza ni la cantidad de la terapia de factor VIII tuvieron un efecto perjudicial en los recuentos de células T CD4+.De manera similar, el Estudio de Cohorte de Hemofilia Multicéntrico no encontró asociación entre la dosis acumulada de concentrado de plasma y la incidencia de SIDA entre los hemofílicos infectados por VIH.

#### La distribución de los casos de SIDA pone en duda que el VIH sea la causa. Los virus no son específicos de género, pero solo una pequeña proporción de los casos de SIDA se dan entre mujeres
La distribución de los casos de SIDA, ya sea en Estados Unidos o en otras partes del mundo, refleja invariablemente la prevalencia del VIH en una población. En Estados Unidos, el VIH apareció por primera vez en poblaciones de usuarios de drogas inyectables (la mayoría hombres) y hombres homosexuales. El VIH se propaga principalmente a través de relaciones sexuales sin protección, el intercambio de agujas contaminadas con VIH o la contaminación cruzada de la solución de la droga y sangre infectada durante el consumo intravenoso de drogas. Dado que estos comportamientos muestran una desigualdad de género —los hombres occidentales son más propensos a consumir drogas ilegales por vía intravenosa que las mujeres occidentales, y los hombres son más propensos a reportar niveles más altos de las conductas sexuales más riesgosas, como el coito anal sin protección—, no es sorprendente que la mayoría de los casos de SIDA en Estados Unidos se hayan presentado en hombres.
Sin embargo, en Estados Unidos, las mujeres se infectan cada vez más con el VIH, generalmente a través del intercambio de agujas contaminadas o de relaciones sexuales con hombres VIH positivos. Los CDC estiman que el 30 % de las nuevas infecciones por VIH en Estados Unidos en 1998 se produjeron en mujeres. A medida que ha aumentado el número de mujeres con VIH, también lo ha hecho el de pacientes con SIDA en Estados Unidos. Aproximadamente el 23 % de los casos de SIDA en adultos y adolescentes estadounidenses notificados a los CDC en 1998 se produjeron en mujeres. En 1998, el SIDA fue la quinta causa principal de muerte entre las mujeres de 25 a 44 años en Estados Unidos y la tercera entre las mujeres afroamericanas de ese grupo de edad.
En África, el VIH se identificó inicialmente en individuos heterosexuales sexualmente activos, y los casos de SIDA en la región han afectado a mujeres y hombres con una frecuencia similar. A nivel mundial, la distribución de la infección por VIH y el SIDA entre hombres y mujeres es aproximadamente equitativa, con una proporción de 1 a 1. En el África subsahariana, el 57 % de los adultos con VIH son mujeres, y las jóvenes de entre 15 y 24 años tienen más de tres veces las probabilidades de infectarse que los hombres jóvenes.

#### El VIH no es la causa del SIDA porque muchas personas con VIH no han desarrollado el SIDA
Las infecciones por VIH tienen una evolución que puede ser prolongada y variable. En los países industrializados, la mediana de tiempo entre la infección por VIH y la aparición de la enfermedad clínicamente manifiesta es de aproximadamente 10 años, según estudios prospectivos realizados en hombres homosexuales en los que se conocen las fechas de seroconversión. También se han realizado estimaciones similares sobre los períodos asintomáticos en receptores de transfusiones de sangre, usuarios de drogas inyectables y hemofílicos adultos infectados por VIH.
Al igual que con muchas otras enfermedades, diversos factores pueden influir en la evolución del VIH. Elementos como la edad, las diferencias genéticas entre las personas, el nivel de virulencia de la cepa del virus y factores externos como la coinfección con otros patógenos pueden afectar la velocidad y la gravedad de la manifestación del VIH. De manera similar, algunas personas infectadas con hepatitis B, por ejemplo, no muestran síntomas o solo experimentan ictericia, y su infección desaparece, mientras que otras desarrollan desde inflamación hepática crónica hasta cirrosis y carcinoma hepatocelular. Es probable que los cofactores también expliquen por qué algunos fumadores desarrollan cáncer de pulmón y otros no.

#### El VIH no es la causa del SIDA porque algunas personas tienen síntomas asociados con el SIDA pero no están infectadas con el VIH
La mayoría de los síntomas del SIDA son consecuencia del desarrollo de infecciones oportunistas y cánceres relacionados con una inmunosupresión severa provocada por el VIH.
No obstante, la inmunosupresión puede tener diversas causas. Las personas que utilizan glucocorticoides o medicamentos inmunosupresores para prevenir el rechazo de trasplantes o tratar enfermedades autoinmunes pueden ser más susceptibles a infecciones poco comunes, al igual que aquellas con ciertas condiciones genéticas, desnutrición severa o ciertos tipos de cáncer. No hay evidencia que sugiera un aumento en el número de estos casos, mientras que existe abundante evidencia epidemiológica que demuestra un incremento significativo en los casos de inmunosupresión entre las personas que comparten una característica común: la infección por VIH.

#### El espectro de infecciones relacionadas con el SIDA que se observa en diferentes poblaciones demuestra que el SIDA es en realidad muchas enfermedades no causadas por el VIH

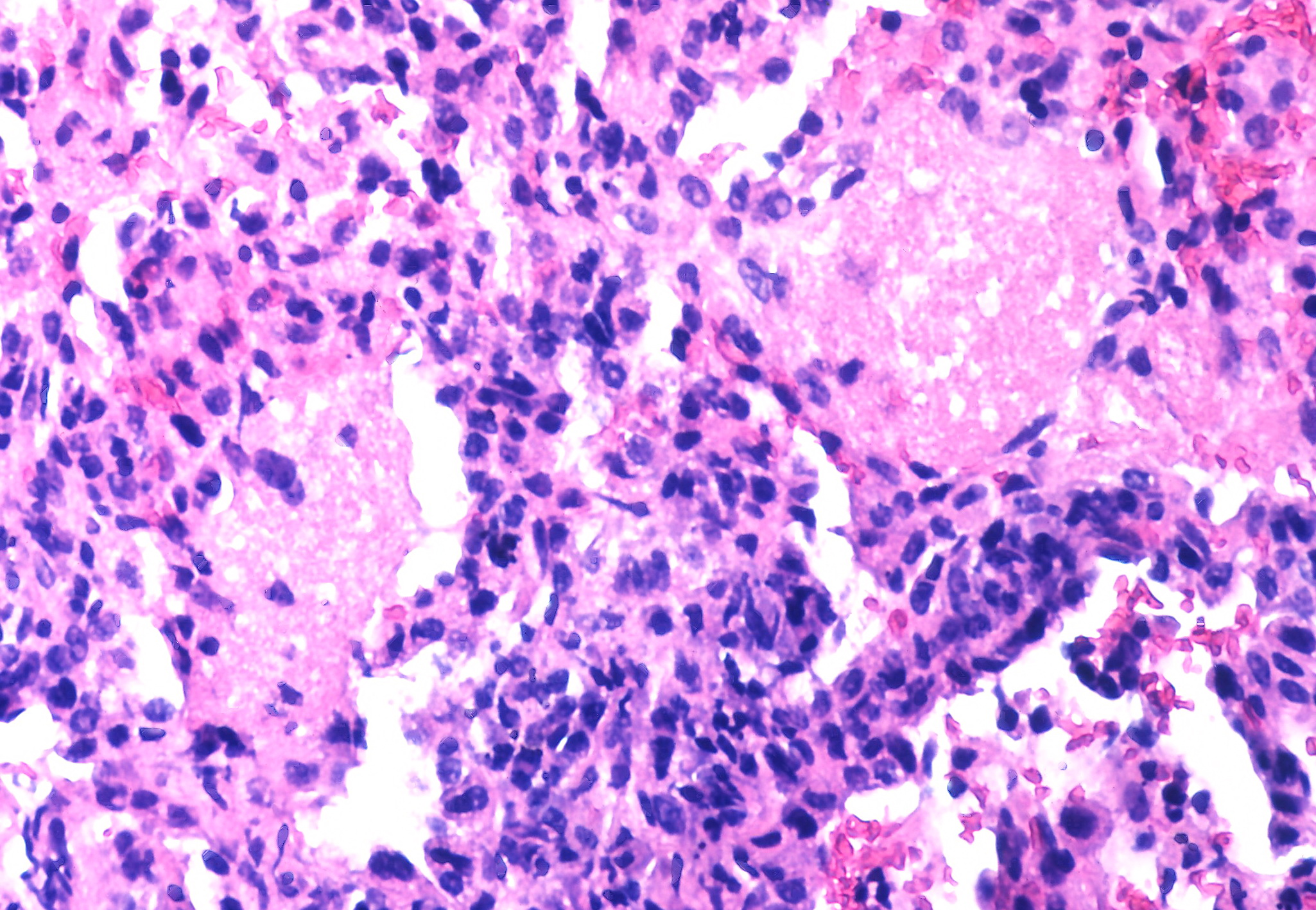
Pneumocystis jiroveci

Las enfermedades asociadas con el SIDA, como la neumonía por Pneumocystis jiroveci (PCP) y el Mycobacterium avium complex (MAC), no son provocadas directamente por el VIH, sino que son el resultado de la inmunosupresión que este genera. A medida que el sistema inmunológico de una persona con VIH se debilita, se vuelve más vulnerable a infecciones virales, fúngicas y bacterianas comunes en la comunidad. Por ejemplo, las personas con VIH en el Medio Oeste de Estados Unidos tienen una probabilidad mucho mayor de desarrollar histoplasmosis, una infección causada por un hongo, en comparación con las personas de la ciudad de Nueva York. Además, las personas en África están expuestas a patógenos diferentes a los de las ciudades estadounidenses, y los niños pueden estar en contacto con agentes infecciosos distintos a los de los adultos.

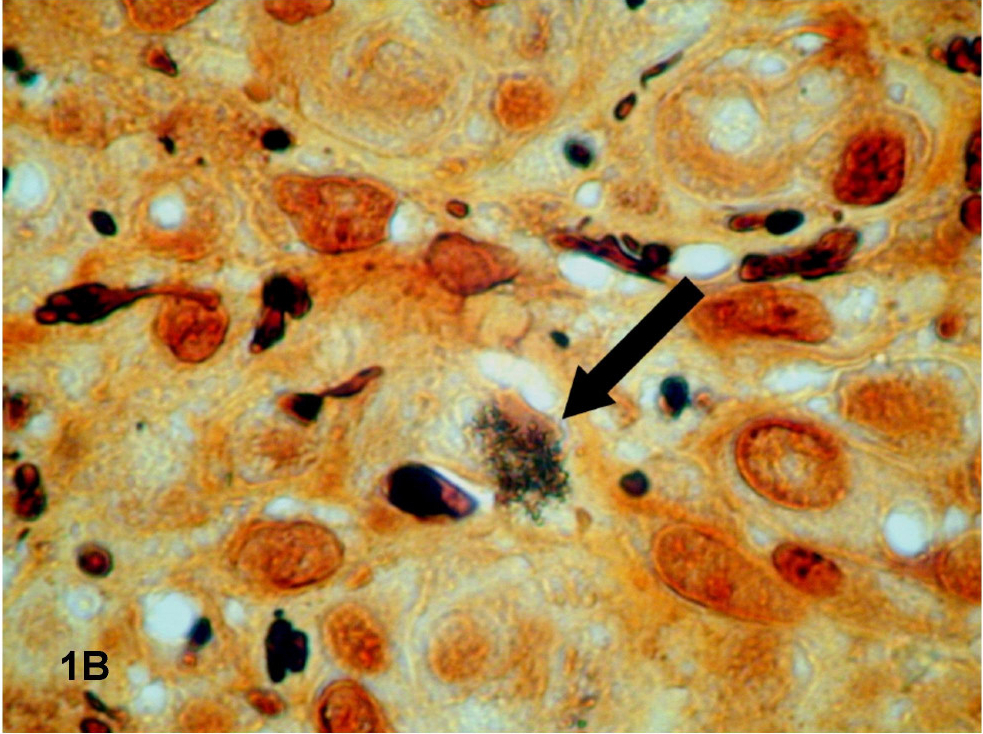
Bacteria on Warthin–Starry stain

El VIH es la causa fundamental de la enfermedad conocida como SIDA, pero las enfermedades adicionales que pueden afectar a una persona con SIDA dependen de los patógenos endémicos a los que esa persona esté expuesta.

### El SIDA se puede prevenir con medicina complementaria o alternativa
Muchas personas infectadas por el VIH recurren a la medicina complementaria y alternativa, como la medicina tradicional, especialmente en áreas donde las terapias convencionales son menos accesibles.Sin embargo, la mayoría de las investigaciones científicas, mostraban en 2005 que estos tratamientos tienen un impacto mínimo en la gravedad de los síntomas del VIH y la duración de la enfermedad, y efectos mixtos en el bienestar psicológico.  Es importante que los pacientes informen a su médico antes de iniciar cualquier tratamiento, ya que algunas terapias alternativas pueden interferir con los tratamientos convencionales como Indinavir y Saquinavir.